# Brzuskowola
Brzuskowola (prononciation : [bʐuskɔˈvɔla]) est un village polonais de la gmina de Borowie dans le powiat de Garwolin de la voïvodie de Mazovie, dans le centre-est de la Pologne.
Il se situe à environ 15 kilomètres à l'est de Garwolin (siège du powiat) et à 66 kilomètres au sud-est de Varsovie (capitale de la Pologne).
Le village est peuplé d'une cinquantaine d'habitants.

## Histoire
De 1975 à 1998, le village appartenait administrativement à la voïvodie de Siedlce.